# Новоегоровка (Луганская область)
Новоегоровка (укр. Новоєгорівка) — село, относится к Сватовскому району Луганской области Украины. Бывшее название — Новогригоровка.
Население по переписи 2001 года составляло 36 человек. Почтовый индекс — 92624. Телефонный код — 6471. Занимает площадь 0,53 км². Код КОАТУУ — 4424086503.
В марте 2022 года село было захвачено армией РФ в ходе вторжения России на Украину, в октябре 2022 года возвращено под контроль Украины

## Местный совет
92624, Луганська обл., Сватівський р-н, с. Райгородка, вул. Конопліна, 3 (укр.)